# Ledovka

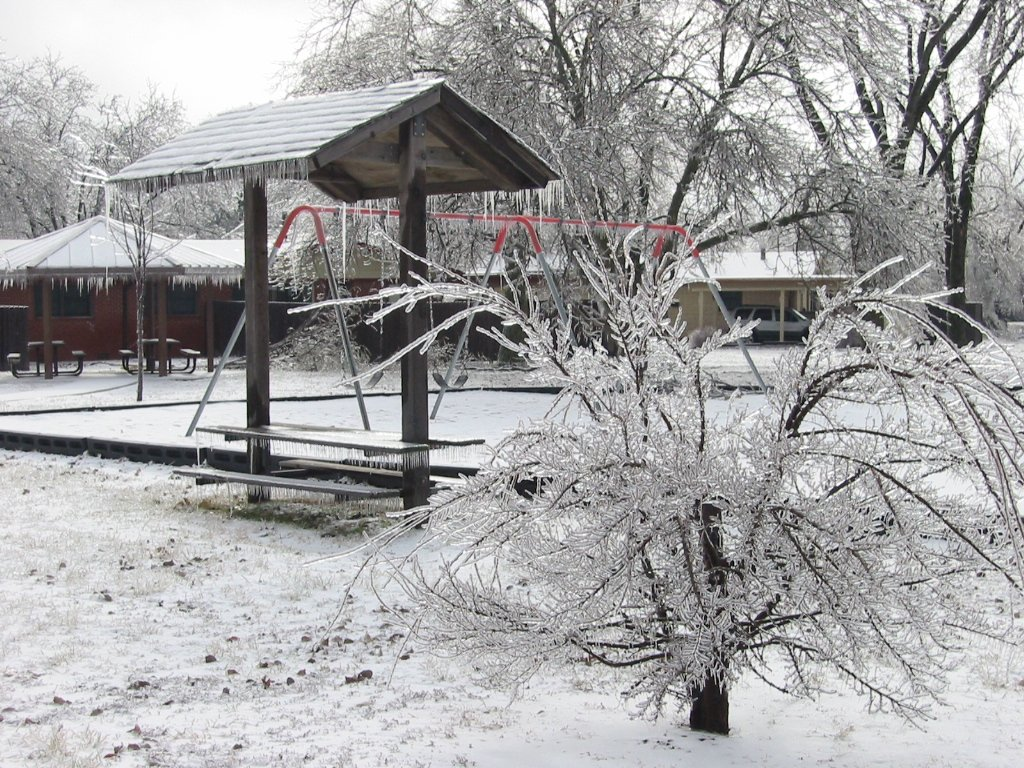
Ledovka na hřišti po ledové bouři

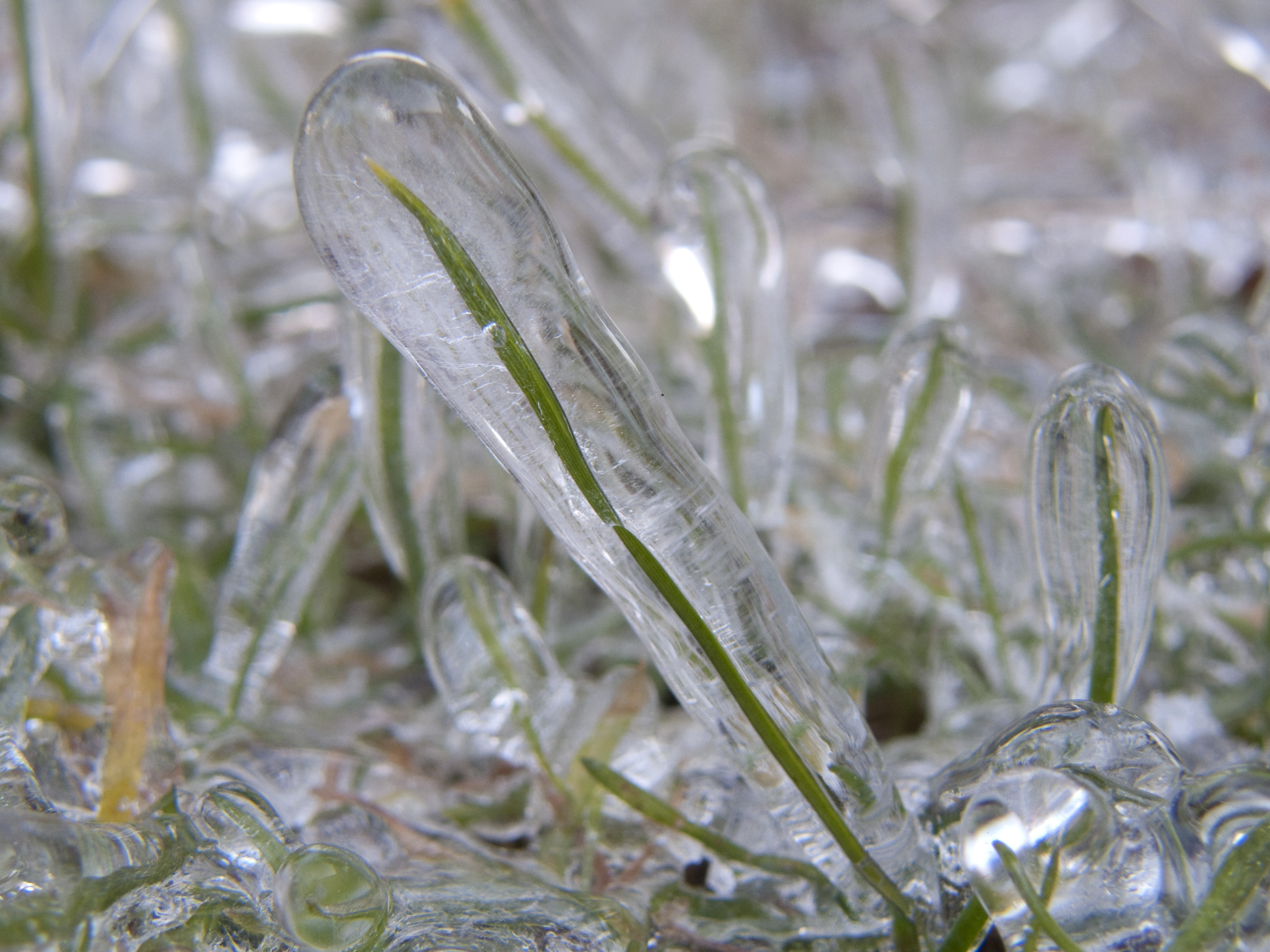
Detail ledovky na stéblu trávy

Ledovka je hladká, průhledná a homogenní vrstva ledu, vznikající, když mrznoucí déšť nebo mrholení dopadá na zem nebo jiný povrch. Dochází k tomu tehdy, když se ve výšce nachází teplý vzduch a z něj dopadá déšť na povrch s teplotou pod 0 °C.